# MLB All-Star Game 1962 (pierwszy mecz)
MLB All-Star Game 1962 – 32. Mecz Gwiazd ligi MLB, który rozegrano 10 lipca 1962 roku na stadionie D.C. Stadium w Waszyngtonie. Mecz zakończył się zwycięstwem National League All-Stars 3–1. Spotkanie obejrzało 45 489 widzów. John F. Kennedy był drugim prezydentem, który wykonał pierwszy, uroczysty rzut. 
Był to pierwszy Mecz Gwiazd MLB, po którym przyznano nagrodę MVP, dla najbardziej wartościowego zawodnika spotkania; otrzymał ją Maury Wills z Los Angeles Dodgers, który jako pinch runner, zastępując Stana Musiala, skradł bazę i zdobył runa, następnie zaliczył uderzenie i zdobył drugiego runa.

## Wyjściowe składy
| National League | National League  | National League | National League | American League | American League | American League | American League |
| #               | Zawodnik         | Klub            | Pozycja         | #               | Zawodnik        | Klub            | Pozycja         |
| --------------- | ---------------- | --------------- | --------------- | --------------- | --------------- | --------------- | --------------- |
| 1               | Dick Groat       | Pirates         | SS              | 1               | Rich Rollins    | Twins           | 3B              |
| 2               | Roberto Clemente | Pirates         | RF              | 2               | Billy Moran     | Angels          | 2B              |
| 3               | Willie Mays      | Giants          | CF              | 3               | Roger Maris     | Yankees         | CF              |
| 4               | Orlando Cepeda   | Giants          | 1B              | 4               | Mickey Mantle   | Yankees         | RF              |
| 5               | Tommy Davis      | Dodgers         | LF              | 5               | Jim Gentile     | Orioles         | 1B              |
| 6               | Ken Boyer        | Cardinals       | 3B              | 6               | Leon Wagner     | Angels          | LF              |
| 7               | Del Crandall     | Braves          | C               | 7               | Earl Battey     | Twins           | C               |
| 8               | Bill Mazeroski   | Pirates         | 2B              | 8               | Luis Aparicio   | White Sox       | SS              |
| 9               | Don Drysdale     | Dodgers         | P               | 9               | Jim Bunning     | Tigers          | P               |

| National League                                   | 0 | 0 | 0 | 0 | 0 | 2 | 0 | 1 | 0 | 3 | 8 | 10 |
| American League                                   | 0 | 0 | 0 | 0 | 0 | 1 | 0 | 0 | 0 | 1 | 4 | 0  |
| WP: Juan Marichal LP: Camilo Pascual SV: Bob Shaw |   |   |   |   |   |   |   |   |   |   |   |    |

## Składy
| Miotacze - Hank Aguirre (1) - Jim Bunning (5) - Dick Donovan (4) - Bill Monbouquette (3) - Milt Pappas (1) - Camilo Pascual (5) - Dave Stenhouse (1) - Ralph Terry (1) - Hoyt Wilhelm (6) Łapacze - Earl Battey (1) - Elston Howard (8) - Johnny Romano (3) |  | Wewnątrzpolowi - Luis Aparicio (7) - Jim Gentile (5) - Billy Moran (1) - Bobby Richardson (3) - Brooks Robinson (5) - Rich Rollins (1) - Norm Siebern (1) - Tom Tresh (1) Zapolowi - Rocky Colavito (5) - Jim Landis (1) - Mickey Mantle (14) - Roger Maris (6) - Lee Thomas (1) - Leon Wagner (1) |  | Menadżer - Ralph Houk Trenerzy - Billy Hitchcock - Jim Vernon |

| Miotacze - Don Drysdale (4) - Turk Farrell (2) - Bob Gibson (1) - Sandy Koufax (3) - Juan Marichal (1) - Bob Purkey (4) - Bob Shaw (1) - Warren Spahn (15) Łapacze - Del Crandall (10) - Johnny Roseboro (4) |  | Wewnątrzpolowi - Ernie Banks (10) - Frank Bolling (4) - Ken Boyer (8) - Orlando Cepeda (7) - Jim Davenport (1) - Dick Groat (5) - Bill Mazeroski (6) - Maury Wills (3) Zapolowi - Hank Aaron (11) - Felipe Alou (1) - Richie Ashburn (5) - Johnny Callison (1) - Roberto Clemente (5) - Tommy Davis (1) - Willie Mays (12) - Stan Musial (22) |  | Menadżer - Fred Hutchinson Trenerzy - Casey Stengel - John Keane |

- W nawiasie podano liczbę powołań do All-Star Game.